# Gunter Otto (Pädagoge)
Gunter Otto (* 10. Januar 1927 in Berlin; † 28. Januar 1999 in Bad Bevensen) war ein deutscher Kunstpädagoge und Didaktiker.

## Leben
Im Wintersemester 1945/46 begann er ein Studium an der Staatlichen Hochschule für Bildende Künste Berlin. 1951 konnte er sein Studium mit der Zweiten Staatsprüfung beenden. 1953 übernahm er die Leitung eines Seminars. Seine aktive Arbeit im Schuldienst beendete er 1956. In diesem Jahr wurde er als akademischer Studienrat an die Pädagogische Hochschule Berlin berufen.
1958 hörte Otto auf zu malen und widmete sich der Fachdidaktik. Als Mitarbeiter von Paul Heimann entwickelte er mit diesem zusammen das sogenannte Berliner Modell der Didaktik, das in den 1960er und 1970er Jahren die Unterrichtsgestaltung in Deutschland dominierte.
Sein erster eigener Entwurf einer Fachdidaktik erschien 1964 unter dem Titel Kunst als Prozeß im Unterricht. Seit 1968 gab Otto die Zeitschrift Kunst und Unterricht heraus. 1969 erschien seine Fachdidaktik in überarbeiteter zweiter Auflage.
Ottos Schwerpunkt verlagerte sich in den 1970ern hin zu einer Ästhetischen Bildung des Menschen. 1971 wechselte er an die Universität Hamburg und arbeitete dort als Professor für Erziehungswissenschaften. Außerdem war er Mitherausgeber der Zeitschriften Westermanns Pädagogische Beiträge und DIALOGE. Als Professor des Hamburger Institut für Didaktik der ästhetischen Erziehung und durch seine Publikationen wurde dies zur „leistungsfähigsten wissenschaftlichen Einrichtung seines Faches in der Bundesrepublik“.
Otto war stets am Fachgeschehen in der DDR interessiert. Sein »Partner« im Osten Deutschlands war der Kunstpädagoge Günther Regel aus Leipzig, der sich deutlich von Ottos Konzept der »ästhetischen Erziehung« abgrenzte und dadurch einen nachhaltigen und populären Fachdisput hervorrief.
Nach dem Mauerfall 1989 trug Otto wesentlich zum kunsttheoretischen und kunstpädagogischen Dialog zwischen Ost und West bei.
1992 wurde Otto emeritiert.
Ottos Zwillingsbruder war der evangelische Theologe Gert Otto.

## Bedeutung und Theorie
1963 forderte Otto eine Erneuerung des Faches, um sich von der zu dieser Zeit herrschenden Kunsterziehung abzugrenzen. Ein Anliegen von ihm war es auch, das Wort Kunstunterricht als Ersatzbegriff einzufügen, um die Dominanz der Sachinformationen herauszustellen. Ihm ging es um eine Strukturierung der Lernprozesse und eine Erweiterung des ästhetischen Potentials der Kunstpädagogik. Es galt den Schüler an die Moderne Kunst heranzuführen und Potentiale zu wecken. Unterricht verstand Otto als Prozess, der in mehreren Phasen, aber nicht streng linear ablaufe. In diesem Zusammenhang sprach er von Initiation – Exploration und schließlich Objektivierung. Seine Position untermauerte er mit neuen entwicklungspsychologischen Erkenntnissen.

## Schriften
- Heiman/Otto/Schulz: Unterricht – Analyse und Planung. Hannover 1965 (zahlreiche Neuauflagen)
- Kunst als Prozeß im Unterricht. Braunschweig 1969, ISBN 3507363100.
- Didaktik der Ästhetischen Erziehung. Braunschweig 1974, ISBN 3886571386.
- (mit Maria Otto): Auslegen. Ästhetische Erziehung als Praxis des Auslegens in Bildern und des Auslegens von Bildern. 2 Bände, ISBN 3617322409.